# Estado Soberano de Santander
El Estado Soberano de Santander fue una división administrativa y territorial de los Estados Unidos de Colombia. El ente territorial, creado el 13 de mayo de 1857 con el nombre de Estado Federal de Santander, fue oficialmente reconocido como Estado de la Federación en la constitución nacional de 1858, y finalmente denominado Soberano en la constitución nacional de 1863. El estado subsistió hasta el 7 de septiembre de 1886 cuando entra en rigor la Constitución política colombiana de 1886 y pasa a llamarse Departamento de Santander. El nombre del Estado le fue conferido en memoria al prócer de la independencia de Colombia Francisco de Paula Santander.

## Historia
Durante la primera independencia de Colombia (la denominada Patria Boba), las provincias de Socorro y Pamplona tomaron parte activa dentro del movimiento independentista. Dichas provincias fueron luego integrantes de la Gran Colombia como parte del Departamento de Boyacá; una vez se desintegró dicha nación ambas provincias formaron parte de la República de la Nueva Granada, con el mismo territorio de 1810; el 24 de marzo de 1832 fue creada la Provincia de Vélez con la porción occidental del Socorro, y el 17 de abril de 1850 las provincias de García Rovira, Soto, Santander y Ocaña, segregadas las dos primeras de la del Socorro y las dos últimas de terrenos de la de Pamplona.
Debido a los aires federalistas que estaba tomando la nación, los representantes de El Socorro y Pamplona pidieron al Congreso de la República que retornaran ambas provincias a su jurisdicción previa a 1850 y las erigieran en Estado Federal, acto que se cumplió el 13 de mayo de 1857 con la proclamación del Estado Federal de Santander, que se conformó con las provincias neogranadinas del Socorro y Pamplona (ya reunificadas con las provincias que habían sido segregadas de ellas), más el cantón de Vélez que pertenecía a la anterior Provincia de Vélez.
Días después de la creación del Estado de Santander, por ley del 15 de junio de 1857 se le agregaban más territorios provenientes de la provincia de Mompós, los cuales se le reasignaban a Pamplona (los Distritos de Aspasica, Brotaré, Buenavista, Cármen, Convención, La Cruz, Ocaña, Palma, Pueblo Nuevo, San Antonio, San Calixto, San Pedro y Teorama).
Por algunos meses la primera capital estatal fue Pamplona (mayo de 1857), luego pasó a serla Bucaramanga por disposición de la Asamblea constituyente reunida en diciembre de 1857, y finalmente el 14 de septiembre de 1861 otra asamblea trasladó la capital al Socorro.

### Ley del 13 de mayo de 1857
En contenido de la ley que autoriza la creación inicial del ente administrativo a continuación:

Lei de 13 de mayo de 1857, creando el Estado de Santander
El Senado i la Cámara de Representantes de la Nueva Granada, reunidos en Congreso
DECRETAN
Artículo 1.º  El  territorio  que  comprende  las  actuales  provincias  de  Pamplona  i  Socorro  forma  un  Estado  Federal,  parte  integrante  de  la  Nueva  Granada,  con  el  nombre de Estado de Santander.
Artículo 2.°  El  poder  ejecutivo  nacional  convocará  una  Asamblea  constituyente  de los pueblos que forman el Estado de Santander, compuesta de treinta i cinco Diputados,  los  cuales  serán  elegidos  el  día  primero  de  agosto  próximo  por  los  expresados  pueblos,  observándose  las  mismas  reglas  que  para  la  elección  de  Senadores i Representantes están prescritas. Parágrafo.  La  Asamblea  Constituyente  se  reunirá  en  la  ciudad  de  Pamplona  el  día 1° de enero del año entrante, haciéndose la declaratoria de la elección por la legislatura provincial de Pamplona, la cual será convocada oportunamente por el Gobernador respectivo.
Artículo 3.° Son comunes al Estado de Santander las disposiciones contenidas en los  artículos  3°,  4°,  6°,  8°,  13  i  transitorio,  como  también  el  parágrafo  único  del  artículo 9° del acto constitucional de 27 de febrero de 1855, creando el Estado de Panamá.
Artículo 4.°  En  la  constitución  particular  del  Estado  de  Santander  se  declararán  como fundamentales e irrevocables las garantías contenidas en el artículo 5° de la Constitución Nacional vigente.
Artículo 5.°  El  Estado  de  Santander  enviará  al  Congreso  de  la  Nueva  Granada  los  Representantes  que,  según  la  base  general  de  población  adoptada  por  la  Constitución de la República, le correspondan considerado como una provincia. Mientras la constitución i leyes de la República no dispongan otra cosa, el Estado elijirá tres senadores.
Parágrafo. Es de competencia  del  Estado  de  Santander  dictar  las  reglas  que  deben observarse en la elección de Senadores i Representantes.
Artículo 6.º El  Estado  de  Santander  tiene  derecho  a  las  tierras  baldías  que,  conforme a las leyes vigentes, corresponden a los pueblos que lo forman. Dada en Bogotá, a 8 de mayo de 1857.
El presidente del Senado, T. C. DE MOSQUERA
El presidente de la Cámara de Representantes, MANUEL DE  J. QUIJANO
El secretario del Senado, M. M. Medina
El Secretario de la Cámara de Representantes, Manuel Pombo.
Bogotá, 13 de mayo de 1857 Ejecútese

El presidente de la República, MARIANO OSPINA El Secretario de Gobierno, Manuel A. Sanclemente

## Geografía

### Límites
El estado soberano de Santander limitaba al norte y este con el estado del Zulia (Venezuela), al sur con el estado de Boyacá, al oeste con los de Antioquia y Bolívar y al noroeste con el estado del Magdalena. Estos límites eran semejantes a los que poseían las provincias del Socorro y Pamplona en 1810; los límites particulares eran:
- Con Venezuela: desde la cabecera del río Nula por las cumbres de la cordillera Oriental de los Andes hasta el Páramo de Tamá; de aquí hacia el norte siguiendo las aguas del río Táchira hasta su confluencia con el Pamplonita; por el curso de esos dos ríos unidos hasta la boca de la quebrada Don Pedro; por el cauce de esta quebrada arriba hasta su nacimiento; de aquí hacia el norte por las cumbres de la serranía hasta encontrar las cabeceras de la quebraba China, y por su curso hasta su desembocadura en el río Guarumito; este río, aguas abajo, hasta su confluencia con el de la Grita, y por este hasta el Zulia; de este punto hacia el noroeste atraviesa la frontera un territorio desierto pasando por la unión de los ríos Tarra y Sardinata hasta encontrar la desembocadura del río Oro en el Catatumbo; por el cauce de aquel hasta su cabecera en la serranía del Perijá.

- Con el Magdalena: a partir la boca del caño Chocó en el Magdalena, aguas arriba, hasta su unión con el Lebrija; luego este hasta la boca de la quebrada Montañitas; de allí hasta el cerro Jurisdicciones; de aquí por las cumbres andinas hasta el cerro Bobalí, y luego este hasta la cabecera del río de Oro.

- Con Bolívar: desde la boca del caño Chocó en el Magdalena, por estas aguas abajo hasta el caserío de Bohórquez a orillas del mismo.

- Con Antioquia: desde el caserío de Bohórquez, siguiendo el Magdalena aguas arriba hasta la quebrada del Ermitaño.

- Con Boyacá: la quebrada del Ermitaño aguas arriba hasta el cerro Otromundo, desde donde busca la cabecera del río Pescadero; luego al sur por las cumbres de la serranía hasta el cerro Quitisoque, y luego hacia el este para llegar al alto de las Cruces; de allí por la peña de Saboyá al norte hasta encontrar las aguas del Suárez, atravesándola y siguiendo hasta el punto Portachuelo en el camino de Guatoque a Saboyá; de Portachuelo en línea recta al norte hasta la quebrada Barrohondo y de allí de nuevo al río Suárez; este último aguas abajo hasta la confluencia con el río Linguaruco, siguiendo este aguas arriba hasta el río Porqueras y por este hasta su cabecera; luego a la unión de los ríos Fábita y Chuqueque}; de allí al alto Gaita y por este al páramo de Cuchilla, siguiendo las cumbres de la sierra en dirección noroeste hasta el cerro Pan de Azúcar; de este punto hasta la quebrada Hoya, Bocadelmonte, pichacho de Ture, alto Onzaga y la confluencia del río Onzaga con el Chicamocha, y por este aguas arriba hasta Juntas; de allí por el río Chiscas y luego por el cerro Raspón hasta el alto Murciélago; luego el alto Peñablanca hasta el páramo Lomaborracha, después el alto Ima y por la cumbre de esta hasta la confluencia del río Sarare con el Cubayón; por el Sarare aguas abajo hasta el Oirá; finalmente este curso arriba hasta su cabecera, cercana a las del Nula.

Actualmente el territorio del Estado Soberano de Santander se encuentra dividido entre los departamentos de Santander y Norte de Santander, ambos integrantes de la región de los Santanderes que se encuentra al noreste de Colombia.

### Divisiones administrativas

Municipios del Estado Soberano de Santander, en 1859.

Departamentos del Estado Soberano de Santander, en 1870.

El Estado, por medio de la ley del 25 de noviembre de 1857, quedó dividido en los siguientes municipios:
- Barichara (capital Barichara).
- Bucaramanga (capital Bucaramanga).
- Charalá (capital Charalá).
- Concepción (capital Concepción).
- Cúcuta (capital San José de Cúcuta).
- Fortul (capital San Andrés).
- Girón (capital Girón).
- Málaga (capital Málaga).
- Ocaña (capital Ocaña).
- Oiba (capital Oiba).
- Pamplona (capital Pamplona).
- Piedecuesta (capital Piedecuesta).
- San Gil (capital San Gil).
- Socorro (capital Socorro).
- Vélez (capital Vélez).
- Zapatoca (capital Zapatoca).

La ley del 25 de junio de 1859 dividió el Estado en 7 departamentos:
- García Rovira (capital Concepción).
- Ocaña (capital Ocaña).
- Pamplona (capital Pamplona).
- Santander (capital San José de Cúcuta).
- Socorro (capital Socorro).
- Soto (capital Bucaramanga).
- Vélez (capital Vélez).

Por medio de la ley del 27 de diciembre de 1859 el Estado se subdividió en 8 departamentos:
- Cúcuta (capital San José de Cúcuta).
- García Rovira (capital Concepción).
- Guanentá (capital Barichara).
- Ocaña (capital Ocaña).
- Pamplona (capital Pamplona).
- Socorro (capital Socorro).
- Soto (capital Bucaramanga).
- Vélez (capital Vélez).

A través de la ley del 1 de diciembre de 1877 se creó el departamento de Charalá, con capital en la ciudad del mismo nombre.

### Territorios nacionales
El Territorio Nacional de Bolívar, con capital en Landázuri, pertenecía a la jurisdicción del Estado pero era administrado por el gobierno nacional.